# Landwirtschaft verbindet Deutschland
Landwirtschaft verbindet Deutschland e. V. (LsV Deutschland) ist eine 2021 gegründete landwirtschaftliche Interessenorganisation. Der eingetragene Verein ist bundesweit aktiv und verfügt über Länderstrukturen in mehreren Bundesländern.
LsV Deutschland stellt politische Forderungen unter anderem zu den Themen Lebensmittelkennzeichnung, Umweltschutz und Subventionen und führt begleitende Protestaktionen durch. Wegen rechtsradikalen Äußerungen von Vereinssprechern und einem Auftritt bei der AfD sind Landwirtschaft verbindet Deutschland und dessen Landesvereine wiederholt in die Kritik geraten.

## Geschichte

### Gründung
LsV Deutschland ist aus der Bewegung Land schafft Verbindung hervorgegangen, die 2019 entstanden ist und durch Traktoren-Demonstrationen öffentliche Aufmerksamkeit erlangte. Zu den größten Aktionen von Land schafft Verbindung zählte die gleichzeitige Blockade mehrere Zentrallager des Discounters Aldi im Winter 2020.
Differenzen innerhalb von Land schafft Verbindung führten 2021 zur Entstehung mehrerer Organisationen, die jeweils weiterhin die Abkürzung „LSV“ beziehungsweise „LsV“ nutzten. Die Organisation LsV – Das Original um Gründerin Maike Schulz-Broers ließ sich die Namensrechte an „Land schafft Verbindung“ rechtlich sichern und forderte andere Organisationen auf, die Wortfolge nicht weiter zu verwenden. Daraufhin wurde im Juni 2021 der Verein Landwirtschaft verbindet Deutschland mit Kurzform LsV Deutschland gegründet.
Im Juni 2023 wurde der Satzungssitz des Vereins von Stüdenitz-Schönermark nach Struxdorf verlegt.
Seit der Gründung bis Juni 2024 war Anthony R. Lee Sprecher der Organisation.

### Verbandstätigkeiten
Nachdem 2021 Gespräche verschiedener landwirtschaftlicher Organisationen im Verbändebündnis Agrardialog mit dem Lebensmittelhandel erfolglos waren und das Bündnis sich auflöste, beteiligte sich LsV Deutschland Anfang 2022 als Gründungsmitglied des Zusammenschlusses Netzwerk Agrar. Ein Ziel von Netzwerk Agrar war es, im Rahmen der Zentralen Koordination Handel-Landwirtschaft (ZKHL) eine Herkunftskennzeichnung zu erarbeiten.
Zur Wahl der Vertreter-Versammlung der Sozialversicherung für Landwirtschaft, Forsten und Gartenbau (Agrarsozialwahl) im Mai 2023 trat LsV Deutschland im Zusammenschluss Aktionsbündnis Agrarsozialwahl 2023 an. Zu den weiteren Organisationen des Zusammenschlusses zählten die Arbeitsgemeinschaft bäuerliche Landwirtschaft (AbL) und die ökologischen Anbauverbände Bioland, Biokreis, Demeter und Naturland, sowie der Bundesverband Deutscher Milchviehhalter (BDM). Der Zusammenschluss scheiterte als einziger Bewerber an der 5-Prozent-Hürde.

### Protestaktionen

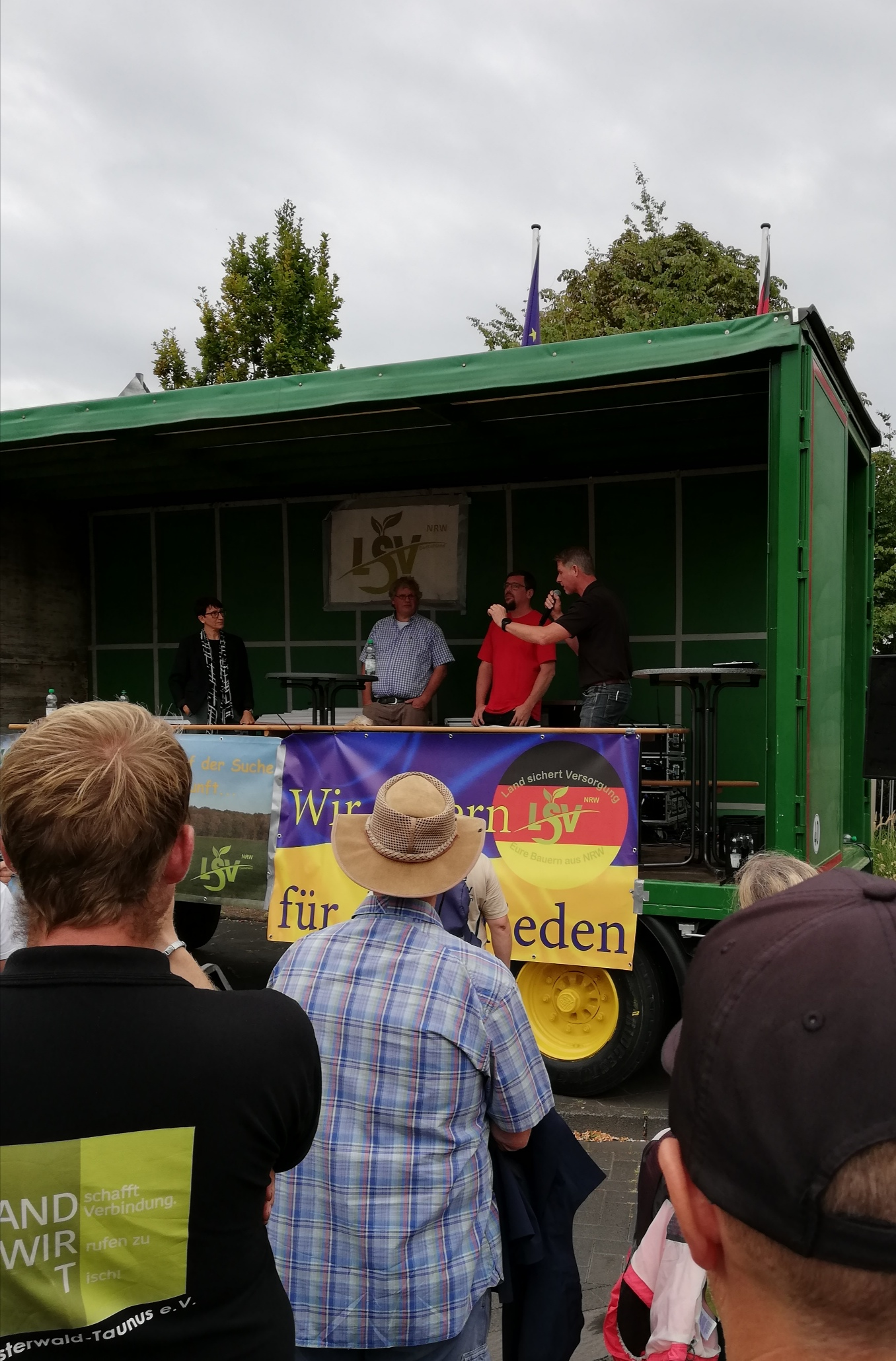
Protest von LsV Deutschland mit Sprecher Anthony R. Lee

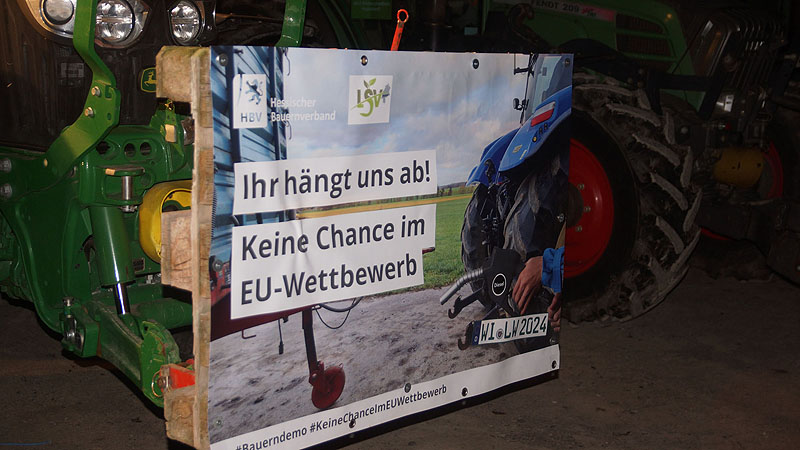
Protestaktion am 8. Januar 2024

LsV Deutschland nahm an verschiedenen Protestaktionen von Bauern teil, welche sie selbst auch häufig organisierte.

#### Proteste 2022
Im Juli 2022 solidarisierte sich LsV Deutschland mit Bauernprotesten in den Niederlanden und kündigte Aktionen gegen zunehmende Regulierung der Landwirtschaft in Deutschland an. Am 15. August 2022 organisierte der Landesverein LsV NRW Proteste unter dem Motto Wir ackern für den Frieden vor dem Bundeslandwirtschaftsministerium in Bonn gegen geplante Pflanzenschutz-Auflagen der EU, an denen mehr als 500 Menschen mit rund 200 Traktoren teilnahmen. Staatssekretärin des Bundeslandwirtschaftsministeriums Silvia Bender trat auf der Kundgebung auf. Am 31. August 2022 beteiligte sich LsV Deutschland an dezentralen Protesten unter dem Motto Zurück zur Ernährungssicherheit. Nach eigenen Schätzungen beteiligten sich bundesweit 1.600 Landwirte.

#### Proteste 2023 und 2024
Im Dezember 2023 kritisierte LsV Deutschland die Pläne der Bundesregierung, die Steuererleichterung auf Agrardiesel sowie die Kfz-Steuerbefreiung für landwirtschaftliche Fahrzeuge zu streichen. Am 18. Dezember 2023 rief LsV Deutschland gemeinsam unter anderem mit dem Deutschen Bauernverband zu einer Kundgebung unter dem Motto Zu viel ist zu viel! Jetzt ist Schluss! vor dem Brandenburger Tor in Berlin auf. An der Demonstration nahmen nach Veranstalterangaben 8.000 bis 10.000 Menschen teil, laut Behörden waren es 6.600 Teilnehmer. Es beteiligten sich auch über 1.500 Traktoren, was zu erheblichen Verkehrsbehinderungen führte.
Auch an anderen Orten fanden Protestaktionen statt. Im unterfränkischen Hammelburg rief der Landesverein Landwirtschaft verbindet Bayern e.V. zu einer Protestaktion auf, an der rund 600 Traktoren teilnahmen und in deren Folge es zu starken Verkehrsbehinderungen kam.
Für den 8. Januar 2024 rief LsV Deutschland gemeinsam mit dem Deutschen Bauernverband und den Landesbauernverbänden zu einer Aktionswoche auf.

## Organisation
Der Verein hat seinen Sitz in Struxdorf (Schleswig-Holstein). Die Satzung des Vereins sieht zwei Arten von Mitgliedschaften vor: Ordentliche Mitglieder mit Stimmrecht sind LsV-Landesvereine. Daneben gibt es Fördermitglieder, die kein Stimmrecht haben.

### Landesstruktur
Unter anderem folgende Landesvereine sind Mitglied bei LsV Deutschland:
- Land schafft Verbindung Baden-Württemberg e.V.
- Landwirtschaft verbindet Bayern e. V.
- LsV Brandenburg e. V.
- LsV Niedersachsen-Bremen e.V.
- Land schafft Verbindung Hessen e.V.
- LsV Mecklenburg-Vorpommern e.V.
- LsV NRW e. V.
- Landwirtschaft verbindet Rheinland-Pfalz e.V. (in Gründung)
- Land schafft Verbindung Sachsen e.V.
- Land schafft Verbindung Schleswig-Holstein + Hamburg e.V.

## Positionen

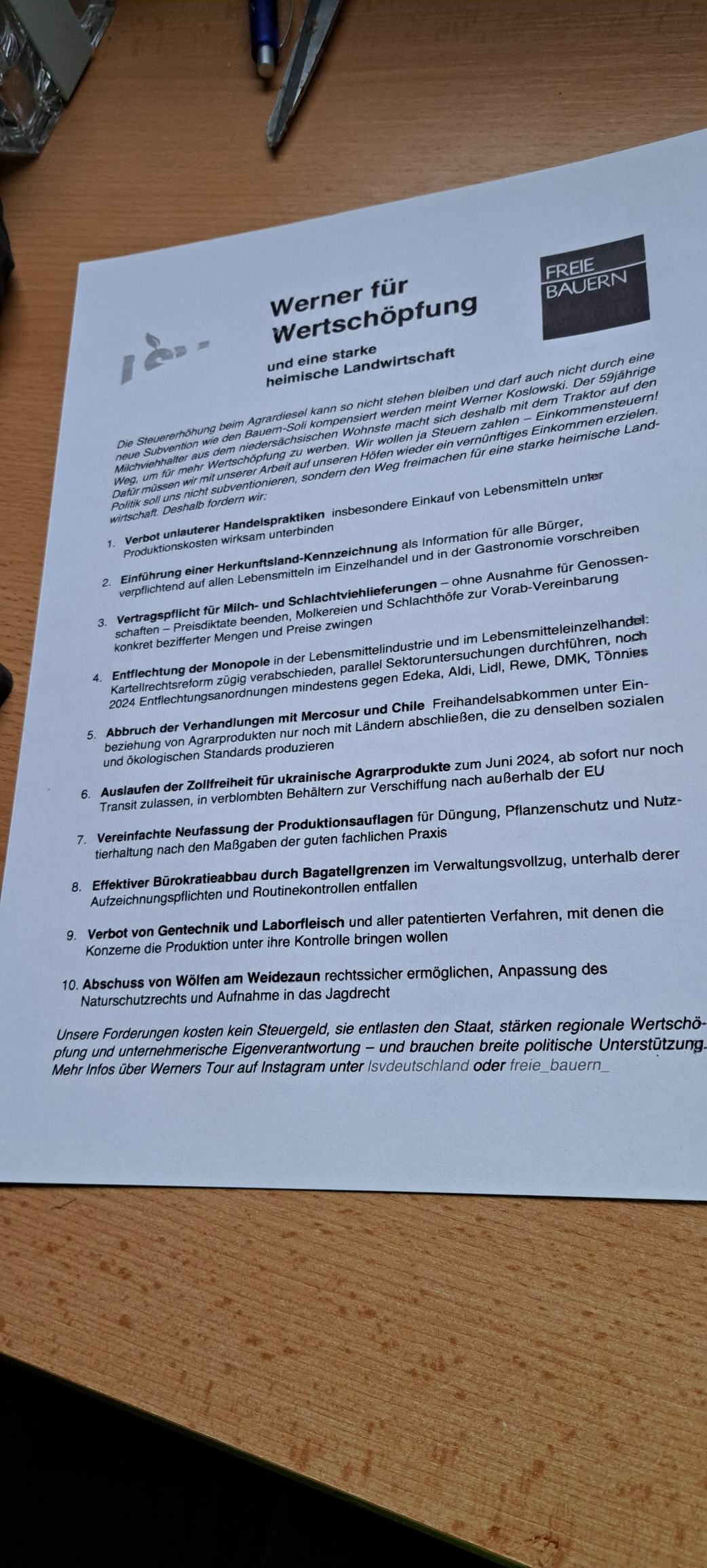
Forderungspapier von LSV und Freie Bauern

Der Verein bezeichnet sich als verbands- und parteineutral. Seine Forderungen richtet der Verein an die Politik, die handeln müsse.
Eine zentrale Forderung von LsV Deutschland ist die Förderung der Versorgung mit regionalen Lebensmitteln. Der Verein spricht sich diesbezüglich für eine Herkunftskennzeichnung und gegen das Freihandelsabkommen Mercosur aus.
Des Weiteren spricht sich LsV Deutschland gegen seiner Ansicht nach zu hohe Umweltschutz-Regulierungen aus, etwa was das Ausbringen von Dünger und die Nitratbelastung anbelangt.

## Kontroversen
Sowohl Aussagen von Sprechern von LsV Deutschland als auch Aktionen von Teilnehmern der – maßgeblich von LsV Deutschland organisierten – Proteste stießen in der Vergangenheit immer wieder auf Kritik in der Politik und Presse.

### Symboliken mit Gewaltandrohungen durch Demonstrationsteilnehmer

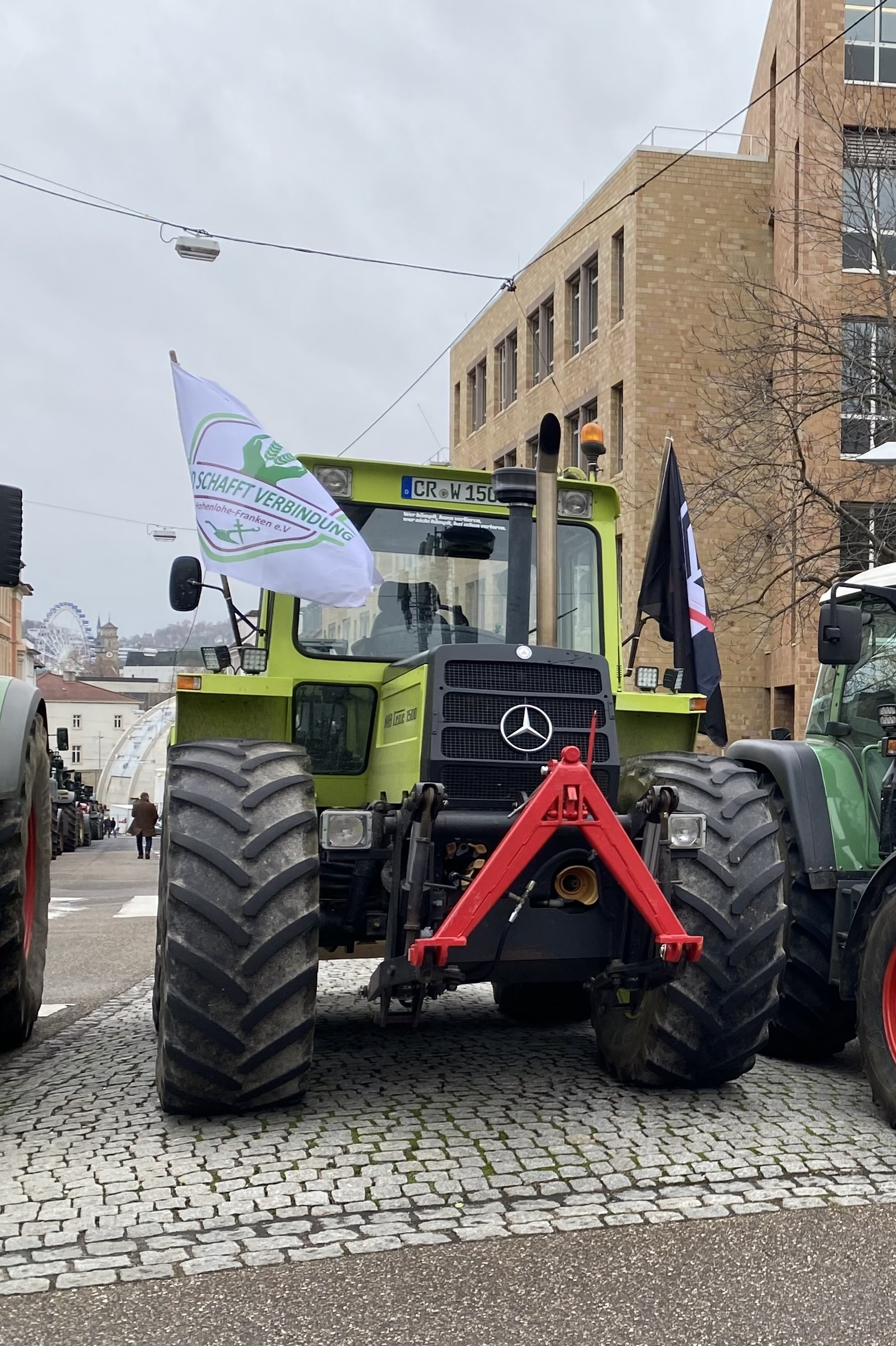
Fahne der Landvolkbewegung auf Demonstration von LsV Deutschland

Im Rahmen von Protestaktionen von LsV Deutschland wurden mehrfach Schilder verwendet, deren Symbolik vom Südwestrundfunk als Morddrohung scharf kritisiert wurde. In einigen Fällen leitete die Staatsanwaltschaft Vor-Ermittlungen ein.
An einer Demonstration am 18. Dezember 2023 in Berlin, zu der LsV Deutschland mit anderen landwirtschaftlichen Organisationen aufgerufen hatte, beteiligten sich Traktoren mit Galgen und Schlinge. Bei einer Demonstration des Landesvereins Land schafft Verbindung Baden-Württemberg am 21. Dezember 2023 in Stuttgart kam es zu ähnlichen Vorfällen. Außerdem fuhren dort mehrere Traktoren mit der schwarzen Fahne der Landvolkbewegung mit, die ein Wegbereiter für den Erfolg der NSDAP in den 1920er-Jahren gewesen war.
Der Sprecher des Landesvereins Baden-Württemberg, Christian Coenen, sprach von Einzelfällen und von Personen, die über die Stränge geschlagen hätten, und distanzierte sich von persönlichen Bedrohungen.

### Rechtsradikale Äußerungen von Vereinssprechern
Der ehemalige Sprecher von LsV Deutschland Anthony R. Lee wurde wiederholt für rechtsradikale beziehungsweise rechtsextreme Äußerungen kritisiert. Die taz kritisierte Äußerungen im Rahmen einer Rede im September 2021 als rechtsradikal. Im Januar 2024 antwortete Lee bei einer Straßenblockade im Zuge der Bauernproteste auf die Frage der rechtsradikalen Influencerin Eva Vlaardingerbroek, warum „die Politiker“ hinter den Landwirten „her“ seien und sie „zerstören“ möchten: „Ich glaube, es gibt viele Gründe. Der wichtigste: Die wollen unser Land. Die wollen unser Land, um darauf Industrie zu bauen, Häuser. Häuser für Flüchtlinge oder wen auch immer.“ Unter anderem von der Zeit sowie aus dem Bauernstand wurde diese Aussage als rechtsextrem eingestuft.
Zudem sprach Anthony Lee am 31. März 2023 als Hauptredner bei einer Veranstaltung der AfD in Niedersachsen. Lee war zugleich Spitzenkandidat der Freien Wähler Niedersachsen für die Europawahl 2024.
Auch Vorstandssprecher Claus Hochrein wurde für seine Aussage auf einer Demonstration am 18. Dezember 2023, der Bundeslandwirtschaftsminister Cem Özdemir mache Politik wie auf ’nem türkischen Basar, wegen rassistischer Äußerung von der taz und der Frankfurter Rundschau kritisiert.
Die Wissenschaftlerin Janna Luisa Pieper bezeichnete den LSV als „rechtspopulistisch“. Dagegen klagte Anthony Lee - zu dem Zeitpunkt noch LSV-Bundespressesprecher - und ein LSV-Landesverband. Sie unterlagen jedoch bei fünf Gerichten. Berufungen sind nicht mehr möglich.